# Hereroa latipetala
Hereroa latipetala är en isörtsväxtart som beskrevs av L. Bol. Hereroa latipetala ingår i släktet Hereroa och familjen isörtsväxter. Inga underarter finns listade i Catalogue of Life.